# Ranieri del Pace

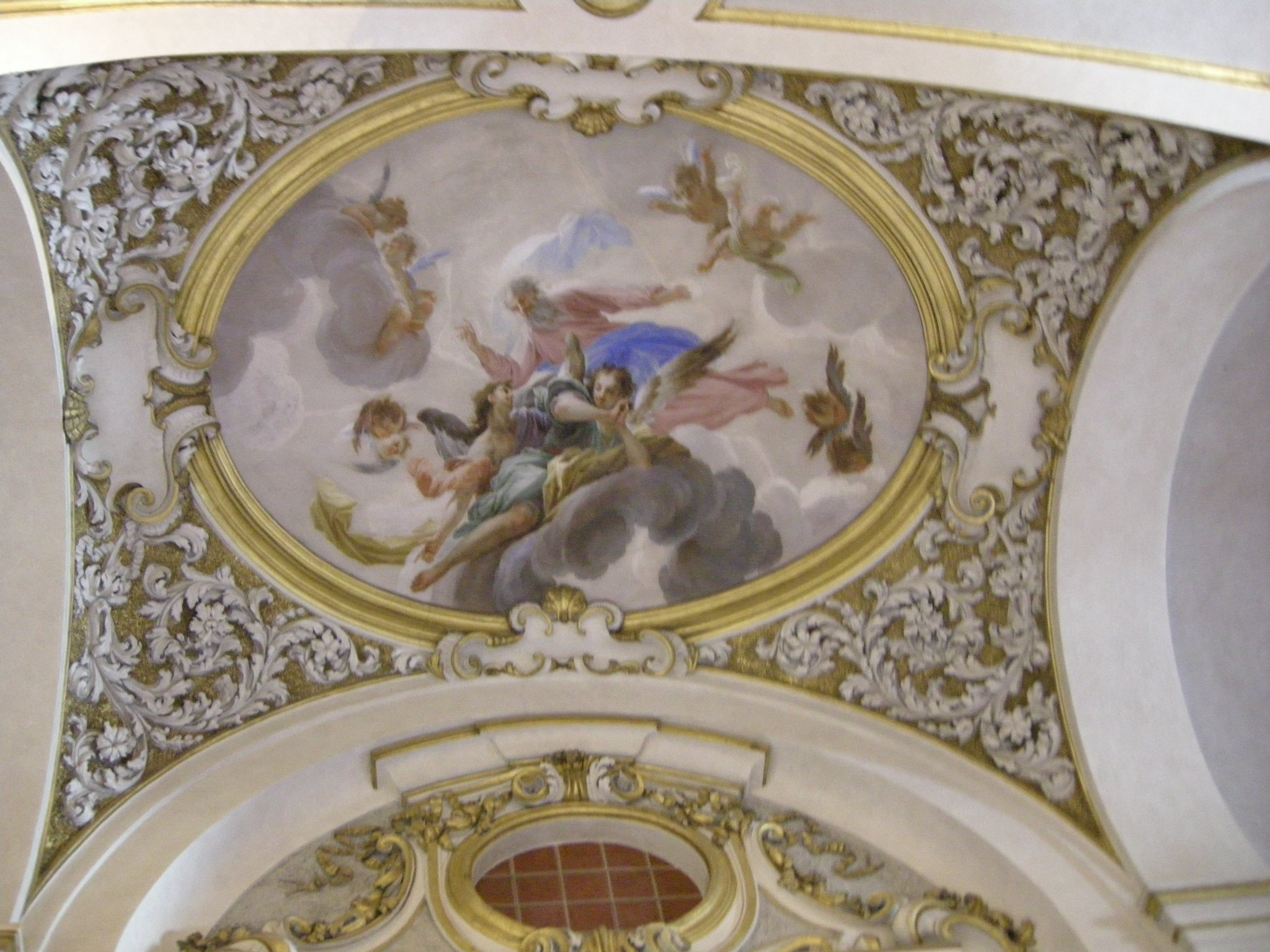
Affresco realizzato da Ranieri del Pace nella Chiesa di San Jacopo Soprarno

Ranieri del Pace (Pisa, 7 maggio 1681 – Firenze, 27 febbraio 1738) è stato un pittore italiano.

## Biografia
Ranieri del Pace studiò a Pisa e successivamente a Firenze sotto la guida di Pietro Dandini e Anton Domenico Gabbiani.
Fu notevolmente influenzato dallo stile di Giovanni Camillo Sagrestani, con cui collaborò nella decorazione del Palazzo Bargagli Petrucci (Palazzo Tempi) e della Villa di Poggio alla Scaglia a Firenze.
Nella città toscana decorò l'Oratorio di San Tommaso d'Aquino con l'opera San Tommaso d'Aquino in Gloria (c. 1711); Palazzo Capponi con le Quattro Stagioni, i Quattro elementi e le Storie di Adone. 
Lavorò anche nella Chiesa di San Jacopo Sopr'Arno (1709) e nella Chiesa di Ognissanti (1721). Partecipò agli apparati per la canonizzazione di papa Pio V.

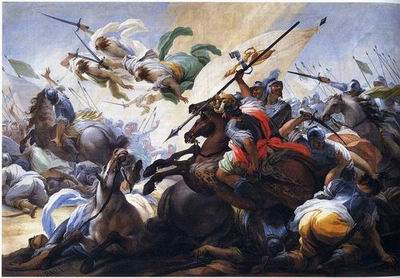
Affresco realizzato da Ranieri del Pace nel Palazzo Vescovile di Prato

## Opere
- Storie di San Pio - Palazzo Vescovile (Prato), Prato
- Martirio di San Sebastiano. Chiesa della Santissima Annunziata (Capannoli)
- Ragazza che si spulcia - Museo d'arte della città di Ravenna
- Presentazione di Gesù al Tempio - Chiesa di San Filippo Neri (Cortona)
- Chiesa dei Santi Andrea e Lucia a Ripoli, Cascina